# Phyllanthus attenuatus
Phyllanthus attenuatus là một loài thực vật có hoa trong họ Diệp hạ châu. Loài này được Miq. miêu tả khoa học đầu tiên năm 1848.